# عبد الوهاب العودي
عبد الوهاب العودي AbdulWahab al-Awdi (المولود في 10 أغسطس 1978، بمدينة دمت) اقتصادي وكاتب من اليمن. لدى عبد الوهاب خبرة طويلة في مجال التنمية الدولية، حيث عمل سابقاً في عدد من المنظمات الدولية، مثل منظمة برنامج الأمم المتحدة للتنمية برنامج الأمم المتحدة الإنمائي، ووكالة التنمية الألمانية GIZ، إصافةً إلى عمله في العديد من الإدارات الحكومية، منها وزارة الثقافة والسياحة، ووزارة المالية. عبد الوهاب لديه خبرة عملية طويلة في مجال التنمية الثقافية والاقتصادية تمتد لما يقرب من 15 عاماً. إذ يعمل حالياً اقتصادي في وزارة المالية باليمن. حيث تتركز اهتماماته البحثية في مجالات المالية العامة، السياسات الاقتصادية الكلية، الضرائب والتنمية، التجارة الدولية ، الفيدرالية المالية ، المساعدات التنموية الدولية، وحشد الموارد من أجل التنمية المستدامة؛ والتي مثّلت الموضوع الرئيس لتقرير عام 2014 الصادر عن منظمة التنمية والتعاون الاقتصادي منظمة التعاون الاقتصادي والتنمية، وبشأنها أعدّ ورقة مرجعيّة للفصل (21) المتعلق بدعم نظام تجارة عادل ومتكافئ. ترأس خلال السنوات الماضية فريق الإصلاحات الجمركية ، وكذلك الفريق الوطني لإعداد مشروع تطوير الجمارك، بغية تسهيل الإجراءات، ومواكبة حجم التجارة الدولية المتزايد، وبذات الوقت تنفيذ متطلبات اليمن أمام الدول الأعضاء لمنظمة التجارة العالميّة منظمة التجارة العالمية، والتي أصبحت اليمن عضواً رسمياً فيها منذ يونيو 2014. كما قاد أيضاً عمليات التفاوض مع البنك الدولي وصندوق النقد الدولي ومنظمات الأمم المتحدة المعنيّة بهدف حشد الدعم والتمويل لمشروع تطوير الجمارك.
إضافة إلى ذلك، شارك عبد الوهاب في العديد من المؤتمرات الدولية كمتحدّث رئيسي، من ضمنها مؤتمر الامتثال التجاري في الشرق الأوسط، والذي ينعقد في مدينة دبي.
كما أن له إسهامات ونشاطات سابقة في المجال الأدبي والإبداعي، فضلاً عن كونه عضواً في اتحاد الأدباء والكُتّاب اليمنيين. وقد ظهرت قصائده وكتاباته في الصحف والنشرات الأدبية المختلفة المحلية والدولية. نُشر له عملان شعريان؛ وهما مقامات 1 (2004)، ومقامات 2 (2005)؛ وحصل من خلال الأخير على جائزة الدولة التشجيعية. كما انه قام بجمع وتحرير مختارات من الشعر العربي المعاصر المناهض للحرب في أربعة مجلدات مخطوطة.
يعتبر عبد الوهاب من أبرز الكُتّاب اليمنيين مناهضةً للحرب، وقد كان موقفه جلياً ضد الحروب في صعدة، وانتهاكات حقوق الإنسان في جنوب اليمن، كما هو موقفه حالياً ضد الحرب الأهلية المشتعلة منذ سبتمبر 2014. وبفعل تجربته العملية في مجال التنمية، وتخصصه العلمي أيضا، يرى عبد الوهاب بأن الحروب الأهلية التي عانت منها اليمن وما تزال، إضافة إلى وقوعها المتكرّر في شرك الحلقة المفرغة من حالة انعدام الاستقرار السياسي، فإن هذه الأسباب تعتبر من أبرز معوّقات التنمية والنمو الاقتصادي في اليمن، سواء خلال سنوات ما قبل الوحدة أو في ظل اليمن الموحّد. ولهذا يؤمن بالتعليم كخيار ضروري لتحقيق التنمية المنشودة. كما يُؤْمِن بالديمقراطية وسيادة القانون والمؤسسات لبناء دولة اليمن الجديد.
عبد الوهاب يحمل درجة الماجستير في الاقتصاد تخصص مالية عامة من المعهد القومي العالي لدراسة السياسات GRIPS، طوكيو، اليابان، 2011، وشهادة بكالوريوس في اللغة الإنجليزية وآدابها من جامعة صنعاء، 2002.